# Contea di Wen
La contea di Wen (文县S, Wén XiànP) è una contea della Cina, situata nella provincia del Gansu.